# آلت تلین
الت تلین (به آلمانی: Alt Tellin) یک شهر در آلمان است که در مکلنبورگ-فورپومرن واقع شده‌است.

## خصوصیات
الت تلین ۲۴٫۳۲ کیلومترمربع مساحت دارد ۱۲ متر بالاتر از سطح دریا واقع شده‌است.